# I’m So Tired
Az I'm So Tired egy dal, amely a The Beatles együttes 1968-as az azonos nevet viselő albumán jelent meg. A dal szerzője John Lennon és Lennon–McCartney szerzemény. 
Lennon a dal ötletét még az együttes év eleji Maharisi Mahes jóginál tett risikési látogatás alatt találta ki. A sok meditáció és a Cynthiával való rossz házasság miatt álmatlanság gyötörte. Emellettalkohol és drogelvonáson esett át, ami lelkileg meggyötörte. A dalszövegben utalás van Sir Walter Raleigh költőre, I. Erzsébet udvaroncára.
A dalt 1968. október 8-án rögzítette az együttes az Abbey Road stúdióban.  Lennon a megszokott hangszerén túl szólógitáron és orgonán is játszott. A dal végén a szerző az alábbi sort mormogja:  "Monsieur, monsieur, how about another one?". A Paul halott elmélet értelmében ha a dalt visszafelé játsszuk le, akkor ezt a sort kapjuk: "Paul is a dead man. Miss him. Miss him. Miss him."

## Közreműködött
Ian MacDonald szerint:

### The Beatles
- John Lennon – ének, akusztikusgitár, szólógitár, orgona
- Paul McCartney – vokál, basszusgitár, elektromos zongora
- George Harrison – vszólógitár
- Ringo Starr – dob